# (79144) Cervantes
(79144) Cervantes (1992 CM3) – planetoida z grupy pasa głównego asteroid okrążająca Słońce w ciągu 4,29 lat w średniej odległości 2,64 j.a. Odkryta 2 lutego 1992 roku.